# Malësia e Madhe distrikt
Malësia e Madhes distrikt (albanska: Rrethi i Malësisë së Madhe) var ett av Albaniens 36 distrikt. Det hade ett invånarantal på 37 000 och en area av 555 km². Det var beläget i norra Albanien, och dess centralort var Kopliku.